# فیلیپ بوکویت
فیلیپ بوکویت (به فرانسوی: Philip Bouquett) (متولد ۱۷۴۸ - درگذشت ۱۶۶۹) زبان‌شناس فرانسوی بود که استاد زبان عبری (منصوب پادشاهی) در دانشگاه کمبریج بود.
بوکویت از لاروشل فرانسه بود و به عنوان مهاجر به مدرسه وست‌مینستر فرستاده شد. در سال ۱۹۸۹، برای او کمک‌هزینه تحصیلی در کالج سه‌گانگی (ترینیتی) کمبریج اختصاص یافت. در ۱۹۶۲ لیسانس، در ۱۹۶۹ فوق لیسانس، در 1706 B.D. و در 1711 D.D. اش را دریافت کرد. او در کلیسای انگلستان در ۱۷۰۳ منصوب گشت.
وقتی خلاء استادی زبان عبری به سال ۱۷۰۴ پدید آمد، بوکویت به صورت موقت به منظور پر کردن این خلاء، به طور عامیانه‌تر به منظور خاورشناسی منصوب گشت.